# کارتر (اکلاهما)
کارتر(به انگلیسی: Carter) شهری در ایالت اکلاهما کشور ایالات متحده آمریکا است که جمعیت آن در سرشماری سال ۲۰۱۰ میلادی، ۲۵۶ نفر بوده‌است.